# Girolamo Buonvisi
Girolamo Buonvisi (Lucca, 22 maggio 1607 – Lucca, 21 febbraio 1677) è stato un cardinale e arcivescovo cattolico italiano.

## Biografia
Nacque il 22 maggio 1607 da Ludovico e da Caterina Buonvisi.
Papa Alessandro VII lo elevò al rango di cardinale nel concistoro del 9 aprile 1657.
Buonvisi partecipò al conclave del 1667, durante il quale Clemente IX fu eletto Papa, al conclave del 1669-1670 (elezione di Clemente X) e al conclave del 1676 (elezione di Innocenzo IX).
Morì il 21 febbraio 1677.

## Genealogia episcopale
La genealogia episcopale è:
- Cardinale Guillaume d'Estouteville, O.S.B.Clun.
- Papa Sisto IV
- Papa Giulio II
- Cardinale Raffaele Sansone Riario
- Papa Leone X
- Papa Paolo III
- Cardinale Francesco Pisani
- Cardinale Alfonso Gesualdo di Conza
- Papa Clemente VIII
- Cardinale Pietro Aldobrandini
- Cardinale Laudivio Zacchia
- Cardinale Antonio Barberini, O.F.M.Cap.
- Cardinale Marcantonio Franciotti
- Cardinale Girolamo Buonvisi